# كأس النرويج 2009
كأس النرويج 2009 (بالنرويجية: Norgesmesterskapet i fotball for menn 2009)‏ هو موسم من كأس النرويج. فاز فيه نادي أوليسوند.